# أدولف بومغارتن
أدولف بومغارتن (3 مايو 1915 – 2 أكتوبر 1942) هو ملاكم ألماني راحل، مثّل بلاده في الألعاب الأولمبية الصيفية 1936.

## وصلات خارجية
أدولف بومغارتن على موقع اللجنة الأولمبية الدولية (الإنجليزية)
- أدولف بومغارتن على موقع أوليمبيديا (الإنجليزية)